# بخش اوبرن (شهرستان توسکاراواس، اوهایو)
بخش اوبرن (به انگلیسی: Auburn Township) یک منطقهٔ مسکونی در ایالات متحده آمریکا است که در شهرستان توسکاراوس، اوهایو واقع شده‌است.
 بخش اوبرن ۵۸٫۳ کیلومتر مربع مساحت و ۱٬۰۷۸ نفر جمعیت دارد و ۳۱۹ متر بالاتر از سطح دریا واقع شده‌است.